# NGC 5420
NGC 5420 é uma galáxia espiral (Sb) localizada na direcção da constelação de Virgo. Possui uma declinação de -14° 37' 02" e uma ascensão recta de 14 horas, 03 minutos e 59,8 segundos.
A galáxia NGC 5420 foi descoberta em 1886 por Frank Leavenworth.